# Two and a Half Men (seizoen 4)
Het vierde seizoen van de Amerikaanse sitcom Two and a Half Men werd oorspronkelijk uitgezonden op de commerciële televisiezender CBS vanaf 18 september 2006 tot en met 14 mei 2007. De hoofdrollen worden vertolkt door Charlie Sheen, Jon Cryer en Angus T. Jones en de nevenrollen door Conchata Ferrell, Marin Hinkle, Holland Taylor, April Bowlby en Ryan Stiles. Het seizoen telt 24 afleveringen.

## Samenvatting
Het leven van Alan Harper (Jon Cryer) ligt voor de tweede keer in vier jaar in duigen. Zijn huwelijk met Kandi (April Bowlby) is na vier maanden stukgelopen. Charlie Harper (Charlie Sheen) dacht zijn schaapjes wederom op het droge te hebben nu zijn broer was verhuisd, maar komt bedrogen uit als zijn broer opnieuw bij hem aanklopt. Charlie vecht dan weer tegen zijn demonen omdat Mia (Emmanuelle Vaugier), de vrouw van zijn leven, uit zijn leven is verdwenen. Charlie drinkt, gokt en feest meer dan ooit. Niet voor lang, zo blijkt. Alans terugkeer werkt dan ook onaangenaam ontnuchterend voor de man. De spanning tussen de broers is uiteraard om te snijden als duidelijk wordt waarom het voor de heren fout is gelopen. En als Alan terug bij af is, valt ook zijn zoon Jake (Angus T. Jones) niet meer te versmaden voor Charlie...

## Overzicht
| Nr. serie | Nr. reeks | Titel van aflevering                 | Scenarist(en)                                 | Uitzenddatum      |  |
| --- | --------- | ------------------------------------ | --------------------------------------------- | ----------------- |  |
| 1 | 73        | Working for Caligula                 | Chuck Lorre en Lee Aronsohn                   | 18 september 2006 |  |
| Het huwelijk van Alan (Jon Cryer) en Kandi (April Bowlby) is na vier maanden ten einde. Alan is weer dakloos en heeft geen cent meer. Hij besluit zijn broer Charlie (Charlie Sheen) om hulp te vragen, maar die staat niet te springen om de depressieve Alan en zijn neefje Jake (Angus T. Jones) opnieuw in huis te nemen. Titelquote: Berta, die jammert dat ze moet opruimen na Charlie's wilde feestje. |           |                                      |                                               |                   |  |
| 2 | 74        | Who's Vod Kanockers?                 | Don Foster en Eddie Gorodetsky                | 25 september 2006 |  |
| Alan ontdekt dat Charlie zijn geplande huwelijk met Mia (Emmanuelle Vaugier) afblies voor Jake en hem. Alan is hem hiervoor bijzonder dankbaar, maar tegelijk voelt hij zich schuldig, zeker nu Charlie zijn heil steeds meer zoekt in sterkedrank, onenightstands en gokken. Steven Tyler van de rockband Aerosmith (Steven Tyler) wordt de nieuwe buurman van Charlie. Charlie en Steven kunnen elkaar niet uitstaan en Alan zal orde moeten scheppen. Titelquote: Jake, nadat Charlie de borsten van zijn moeder Evelyn heeft benoemd ("wodka-borsten"). Jake, die aan tafel een detective als Hercule Poirot speelt omdat hij de hoed van Charlie draagt, vraagt vervolgens: "Wie is die Vod Kanockers waar je het over hebt?" alsof het om een persoon gaat. |           |                                      |                                               |                   |  |
| 3 | 75        | The Sea Is a Harsh Mistress          | Eddie Gorodetsky en Mark Roberts              | 2 oktober 2006    |  |
| Een poging om indruk te maken op een knappe surfster wordt Charlie bijna fataal. Een redder slaagt er nog net in om hem uit het water te halen voor hij verdrinkt. Charlie is ervan overtuigd dat zijn overleden vader Francis tot hem sprak tijdens zijn bijna-doodervaring. Titelquote: Alan, in een poging Charlie een verklaring te geven waarom hij bijna verdronk. |           |                                      |                                               |                   |  |
| 4 | 76        | A Pot Smoking Monkey                 | Chuck Lorre, Lee Aronsohn en Susan Beavers    | 9 oktober 2006    |  |
| Alan mist Chester, de hond van hem en Kandi. Hij overweegt juridische stappen te ondernemen om Chester te krijgen, maar dan blijkt dat Kandi een ijzersterke advocaat onder de arm heeft genomen. Er zit dus niets anders op dan Chester te stelen. Ondertussen helpt Charlie zijn neefje Jake een cadeau uit te kiezen voor zijn liefje. Titelquote: Berta, die beschrijft hoe het is om Jake bananen te zien eten. |           |                                      |                                               |                   |  |
| 5 | 77        | A Live Woman of Proven Fertility     | Chuck Lorre en Lee Aronsohn                   | 16 oktober 2006   |  |
| Alan kan zijn geluk niet op wanneer hij ontdekt dat zijn ex-vrouw Judith (Marin Hinkle) is verloofd met haar vriend Herb Melnick (Ryan Stiles). Het einde van de 'alimentatietunnel' is in zicht. Alans vreugde is van korte duur. Jake is niet opgezet met het nieuws en wil de trouw van zijn moeder dwarsbomen. Alan slaagt erin Jake op andere gedachten te brengen door hem om te kopen. Maar dan gaat Herb ineens twijfelen. Titelquote: Alan, die Judith beschrijft voor Herb. |           |                                      |                                               |                   |  |
| 6 | 78        | Apologies for the Frivolity          | Don Foster en Mark Roberts                    | 23 oktober 2006   |  |
| Charlie's nieuwe verovering Lydia (Katherine LaNasa) blijkt zowel op persoonlijk als op professioneel vlak bijzonder veel gemeen te hebben met zijn moeder Evelyn (Holland Taylor). Alan doet er alles aan om zijn broer dit te helpen inzien, maar kent hierbij weinig succes. Titelquote: Bobby de ober, nadat hij door Lydia was uitgescholden. |           |                                      |                                               |                   |  |
| 7 | 79        | Repeated Blows to His Unformed Head  | Eddie Gorodetsky en Jim Patterson             | 6 november 2006   |  |
| Charlie en Alan maken kennis met Naomi (Sara Rue), de hoogzwangere dochter van huishoudster Berta (Conchata Ferrell). Alan voelt zich aangetrokken door zwangere vrouwen en blijft zoveel mogelijk in de buurt van Naomi. Charlie en Berta gaan op zoek naar het ex-lief van Naomi, die probeert te ontsnappen aan zijn vaderlijke plichten. Titelquote: Charlie, tegen Alan, waarom hij gelooft dat de schoolcijfers van Jake zo laag zijn ("Herhaaldelijke meppen tegen zijn misvormde hoofd"). |           |                                      |                                               |                   |  |
| 8 | 80        | Release the Dogs                     | Chuck Lorre en Lee Aronsohn                   | 13 november 2006  |  |
| Alan kampt al enkele dagen met een slaapgebrek. Na een bezoek aan de psychologe (Jane Lynch) kent hij de oorzaak: hij is verwikkeld in een innerlijke tweestrijd. Hij is Charlie dankbaar voor zijn gastvrijheid, maar tegelijk ook jaloers op het zorgeloze leven van zijn broer. Titelquote: Een politieagent bij twee verschillende gelegenheden; toen Alan aan het rennen was langs de kust en de politieagent Alan aanzag voor een boef en toen Charlie achter Jake aan zat nadat hij Charlie onder groen slijm had bedolven; ook gezegd door Alan, terwijl hij alles aanschouwde. |           |                                      |                                               |                   |  |
| 9 | 81        | Corey's Been Dead for an Hour        | Chuck Lorre en Lee Aronsohn                   | 20 november 2006  |  |
| Charlie vraagt Alan mee uit voor een dubbele date. In plaats van de kosten te delen, probeert Alan de rekening door te schuiven aan Charlie. Charlie wil zijn gierige broer een lesje leren en geeft geen duimbreed toe. Titelquote: Jake, als hij een horrorfilm aan het kijken is en hij alleen thuis is, en een personage wil waarschuwen. |           |                                      |                                               |                   |  |
| 10 | 82        | Kissing Abe Lincoln                  | Chuck Lorre en Lee Aronsohn                   | 27 november 2006  |  |
| Charlie staat voor een dilemma: hij moet kiezen tussen zijn vriendin Lydia en zijn huishoudster Berta. Zij vliegen elkaar immers voortdurend in de haren. Alan tracht zijn ex Kandi ervan te overtuigen hun peperdure appartement te verkopen, maar dat blijkt gemakkelijker gezegd dan gedaan. Titelquote: Charlie, over een door orale seks geïnspireerde droom. |           |                                      |                                               |                   |  |
| 11 | 83        | Walnuts and Demerol                  | Susan Beavers en Jim Patterson                | 11 december 2006  |  |
| Charlie maakt zich klaar voor een kerstavond met zijn nieuwe vriendin Gloria (Jessica Collins). Zijn familie werkt hem tegen, waardoor hij zijn plannen niet kan uitvoeren. Charlie besluit een kerstfeestje te organiseren, wat uit de hand loopt. Zijn moeder Evelyn doet er alles aan om de relatie met Gloria in de kiem te smoren. De kans bestaat namelijk dat Gloria zijn zus is. Titelquote: Alan, over de kerstkoekjes die Judiths drugsverslaafde moeder Lenore altijd maakte. |           |                                      |                                               |                   |  |
| 12 | 84        | Castrating Sheep in Montana          | Mark Roberts en Eddie Gorodetsky              | 8 januari 2007    |  |
| Berta ontdekt dat Alan stiekem een relatie heeft met haar dochter Naomi. Haar reactie verbaast vriend en vijand. Ze heet Alan hartelijk welkom in haar familie. En net dat jaagt Alan de stuipen op het lijf. Titelquote: Berta, over hoe ze haar zomer heeft doorgebracht. |           |                                      |                                               |                   |  |
| 13 | 85        | Don't Worry, Speed Racer             | Chuck Lorre en Lee Aronsohn                   | 22 januari 2007   |  |
| Jake vertelt Charlie en Alan dat hij zijn moeder en haar verloofde Herb 's nachts kan horen vrijen. Charlie haalt daardoor nare herinneringen op. Hij schakelt zijn buurvrouw en stalkster Rose (Melanie Lynskey) in om het jeugdtrauma te verwerken. Titelquote: Charlie, tegen Alan, over toen hij hun moeder Evelyn en haar vriend betrapte toen hij acht was. |           |                                      |                                               |                   |  |
| 14 | 86        | That's Summer Sausage, Not Salami    | Don Foster, Susan Beavers en Jim Patterson    | 5 februari 2007   |  |
| Charlie heeft de perfecte vrouw voor Alan gevonden: hun buurvrouw Danielle (Brooke Shields). Ze delen dezelfde interesses, ze is eveneens gescheiden, op zoek naar een serieuze relatie en rijk. Charlie besluit hen aan elkaar voor te stellen, maar na een tijdje ontdekt Charlie haar ware aard, waardoor hij jaloers wordt. Titelquote: Alan, tegen Danielle, over een aantal items uit een cadeaumand. |           |                                      |                                               |                   |  |
| 15 | 87        | My Damn Stalker                      | Mark Roberts en Eddie Gorodetsky              | 12 februari 2007  |  |
| Rose staat op het punt naar Londen te verhuizen. Charlie gelooft haar eerst niet en trekt zich eerst weinig aan van Rose' plannen, maar dan beseft hij dat hij oprecht veel voor haar voelt. Alan ontdekt de wondere wereld van de datingsite en valt in de smaak bij de alleenstaande Beverly. Titelquote: Charlie, naar de voordeur hollend om Rose nog een laatste keer te zien voor ze naar Londen vertrekt. |           |                                      |                                               |                   |  |
| 16 | 88        | Young People Have Phlegm Too         | Chuck Lorre en Lee Aronsohn                   | 19 februari 2007  |  |
| Charlie is verontwaardigd wanneer zijn nieuwe vriendin (Brooke D'Orsay), een knappe 24-jarige actrice, hem 'oud' vindt. Hij neemt haar een avondje mee naar de hipste discotheek uit de buurt. Charlie moet echter met pijn in de borst worden opgenomen in het ziekenhuis. Titelquote: Charlie, tegen Alan, nadat hij slijm heeft opgehoest. |           |                                      |                                               |                   |  |
| 17 | 89        | I Merely Slept With a Commie         | Susan Beavers en Jim Patterson                | 26 februari 2007  |  |
| Charlie en Alan hebben hun moeder eindelijk durven vertellen dat ze niet deugt en dat niemand een traan zal laten op haar begrafenis. Evelyn is diep gekwetst. Ze besluiten hun moeder te bezoeken op haar verjaardag. Evelyn wordt sindsdien omringd door een nieuwe groep vrienden, die opvallend veel gelijkenissen vertonen met hen. Het enige verschil met de Harpers is dat ze dol zijn op Evelyn. Titelquote: Evelyn, over de adoptie van Changpu. |           |                                      |                                               |                   |  |
| 18 | 90        | It Never Rains in Hooterville        | Don Foster en Mark Roberts                    | 19 maart 2007     |  |
| Jake heeft zijn kamer opgesmukt met posters van schaars geklede dames. Alan beseft dat zijn zoon stilaan volwassen wordt en heeft het moeilijk. Er zijn immers zoveel dingen die ze nog niet samen hebben gedaan. Alan besluit zijn achterstand met Jake in te halen. Titelquote: Charlie, over de posters van Jake. |           |                                      |                                               |                   |  |
| 19 | 91        | Smooth as a Ken Doll                 | Susan Beavers, Eddie Gorodetsky en Don Foster | 9 april 2007      |  |
| Judith en Herb staan op trouwen en dus maakt Alan zijn laatste alimentatiecheque over. Alan denkt voorgoed verlost te zijn van zijn ex, maar dan krijgen Judith en Herb ruzie na de komst van Herbs zus Myra (Judy Greer). Myra blijkt immers een bloedhekel aan Judith te hebben. Titelquote: Berta, die de situatie van Alan uitlegt nadat hij inhaakt na een telefoongesprek met Judith. |           |                                      |                                               |                   |  |
| 20 | 92        | Aunt Myra Doesn't Pee a Lot          | Chuck Lorre en Lee Aronsohn                   | 16 april 2007     |  |
| Myra nodigt Charlie uit om mee te gaan naar de trouw van Judith en Herb. Alan is contra: telkens Charlie iets begint met een vrouw die familie is van zijn ex, komen er vodden van. Judith voelt ook weinig voor de aanwezigheid van haar ex-schoonbroer. Charlie en Myra houden het been stijf en gaan samen. Titelquote: Jake, die klaagt als zijn vader Alan 's nachts vier keer naar toilet moet. |           |                                      |                                               |                   |  |
| 21 | 93        | Tucked, Taped, and Gorgeous          | Mark Roberts en Don Foster                    | 23 april 2007     |  |
| Alan leert de homoseksuele Greg kennen in een zelfhulpgroep voor alleenstaande ouders. Alan begint daardoor te twijfelen aan zijn seksuele geaardheid. Charlie is er ook niet meer gerust in. De eeuwige casanova beseft plots dat hij heel wat kenmerken vertoont die doen vermoeden dat hij homo is. Charlie heeft zich nooit gebonden aan een vrouw, besteedt veel tijd aan zijn uiterlijk én hij kan piano spelen. Zou het dan toch? Titelquote: Charlie, als Alan vermeldt dat een dronken Charlie ooit seks had met "een kerel in een jurk". |           |                                      |                                               |                   |  |
| 22 | 94        | Mr. McGlue's Feedbag                 | Jim Patterson en Don Foster                   | 30 april 2007     |  |
| Alan vraagt Charlie om een dagje op Jake te passen en hem te helpen met zijn boekbespreking terwijl hij zijn rijbewijs gaat vernieuwen. Charlie zegt toe, maar van huiswerk maken komt niets in huis. Hij neemt Jake mee naar de paardenrennen. Titelquote: Charlie, tegen Alan, over een paard op de paardenrennen, bewerend dat iemand het paard methamfetamine had gegeven. |           |                                      |                                               |                   |  |
| 23 | 95        | Anteaters. They're Just Crazy-Lookin | Don Foster, Mark Roberts en Jim Patterson     | 7 mei 2007        |  |
| Charlie voelt zich bedreigd door zijn klusjesman Fernando (Enrique Iglesias), die zijn vriendin Chloe van hem lijkt af te snoepen. Hoewel Charlie eigenlijk niet geïnteresseerd is in een relatie op lange termijn met Chloe, weigert hij het onderspit te delven tegen zijn jongere rivaal. Titelquote: Jake, die stelt dat miereneters cooler zijn dan eekhoorns. |           |                                      |                                               |                   |  |
| 24 | 96        | Prostitutes and Gelato               | Chuck Lorre en Lee Aronsohn                   | 14 mei 2007       |  |
| Evelyn heeft een nieuwe vriend, Teddy Leopold (Robert Wagner). Teddy wil indruk maken op Charlie en Alan en nodigt hen uit om met zijn privé-vliegtuig naar Las Vegas te vliegen om daar een bokswedstrijd bij te wonen. Charlie en Alan zijn de partners van hun moeder beu, maar stemmen in. Teddy verbergt iets. Titelquote: Alan, aan Berta vertellend wat Teddy voor hem en Charlie heeft gekocht in Las Vegas. Noot: Eerste aflevering met Robert Wagner als Teddy Leopold |           |                                      |                                               |                   |  |

## Rolverdeling

### Hoofdcast
- Charlie Sheen (Charlie Harper)
- Jon Cryer (Alan Harper)
- Angus T. Jones (Jake Harper)
- Conchata Ferrell (Berta)
- Marin Hinkle (Judith Melnick)
- Holland Taylor (Evelyn Harper)
- April Bowlby (Kandi)

### Gastacteurs
- Melanie Lynskey (Rose)
- Ryan Stiles (Herb Melnick)